# Daniel Hokama
Daniel Hokama Tokashiki (Lima, agosto de 1940) es un ingeniero electromecánico peruano de ascendencia japonesa. Fue ministro de Energía y Minas del Perú durante el gobierno de Alberto Fujimori, en tres ocasiones, y ministro de la Presidencia desde septiembre hasta diciembre de 1997.

## Biografía
Daniel Hokama nació en el año 1940 en el distrito de Chorrillos en Lima. 
Estudió Mecánica de Electricidad de la Universidad Nacional de Ingeniería, en la cual obtuvo el título profesional de ingeniero electromecánico.
Trabajó en la Central Diésel Eléctrica de Tingo María y en el Departamento de Maquinaria del Proyecto Múltiple de Tacna en Mitsui y Co. del Japón en Lima. Ingresó a la Dirección de Electricidad del Ministerio de Fomento y Obras Públicas del Perú, en el cual luego fue jefe del Departamento de Ingeniería Electromecánica. Pasó al Ministerio de Energía y Minas como jefe del Departamento y División de Estudios y Proyectos de la Dirección General de Electricidad.
El 11 de noviembre de 1992, meses después del autogolpe de estado de ese mismo año, Daniel Hokama fue nombrado por el presidente Alberto Fujimori como su nuevo ministro de Energía y Minas del Perú, en reemplazo de Jaime Yoshiyama. Hokama ejerció el cargo hasta el final del primer periodo del gobierno fujimorista el 28 de julio de 1995. Entre abril y septiembre de 1996, Daniel Hokama regresó al Ministerio y posteriormente entre agosto de 1998 y octubre de 1999.
En septiembre de 1997 fue nombrado ministro de la Presidencia, cargo que ejerció hasta diciembre del mismo año.
Durante las elecciones presidenciales del año 2011, Daniel Hokama colaboró en la elaboración del plan de gobierno de Keiko Fujimori, entonces candidata presidencial de Fuerza 2011.

## Procesos judiciales
Fue investigado por su participación en la expedición de normas legales de carácter secreto con las que avalaron el uso indiscriminado de los fondos de la privatización, todo esto durante el gobierno de Alberto Fujimori.